# Кнайфель Олександр Аронович
Кнайфель Олександр Аронович (1943-2024) — радянський і російський композитор. Заслужений діяч мистецтв Російської Федерації (1996). Член Спілки композиторів (1968) і Спілки кінематографістів Росії (1987).

## Біографія
Народився 28 листопада 1943 р. в Ташкенті. Закінчив Ленінградську консерваторію (1967, клас Б. Арапова).
Автор понад сто музичних творів — хорових, інструментальних та вокально-інструментальних, музики для театру і кіно (зокрема, стрічок Одеської кіностудії — «Кримінальний талант» (1988), «Любов. Смертельна гра...» (1991).
Прем'єри творів Кнайфеля звучать на найбільших музичних фестивалях в Парижі, Лондоні, Амстердамі, Нью-Йорку, Цюриху, Зальцбурзі, Берліні, Кельні, Маастріхті, Феррарі та ін.
У 1992 р. у Франкфурті-на-Майні відбувся перший монографічний фестиваль композитора.
Музика Кнайфеля транслювалася Радіо Росії, BBC (Велика Британія), Voice of America і National Public Radio (США), Radio France (Франція), Deutschlandfunk і WDR (Німеччина), KRO (Нідерланди), Lousanna, Bern (Швейцарія).
Записи творів композитора виходили на фірмах Мелодія, Le Chant du Monde, Megadisc Classics, Teldec Classics International, ECM New Sereies.
Член Спілки композиторів з 1968 р і Спілки кінематографістів з 1987 р.
Вільний художник, жив і працював в Санкт-Петербурзі.

## Фільмографія
Автор музики до ряду кінофільмів:
- «Слід росомахи» (1978)
- «Ранні журавлі» (1979)
- «Я — акторка» (1980)
- «Рафферті» (т/ф, 1980)
- «Торпедоносці» (1983)
- «Потрібні чоловіки» (1983)
- «Протистояння» (т/ф, 5 с, 1985)
- «Міф» (1986)
- «Про те, чого не було» (1986)
- «Петроградські Гавроші» (1987)
- «Велика гра» (1988)
- «НП районного масштабу» (1988)
- «Кримінальний талант» (1988, т/ф, 2 с, Одеська кіностудія)
- «Особиста справа Анни Ахматової» (1989)
- «Це було біля моря» (1989)
- «Я служив в охороні Сталіна, або Досвід документальної міфології» (1989)
- «Неповерненець» (1991)
- «Любов. Смертельна гра...» (1991, Одеська кіновідеостудія нового типу / ВТО «Аркадія»)
- «У тумані» (1992)
- «Квіти календули» (1998)
- «Гра в браслетах» (1998)
- «Жіноча логіка 2» (2002)
- «Італієць» (2005) та ін.